# 宣化府 (西夏)
宣化府，西夏时设置的府。
西夏时改甘州置，治所在甘州（今甘肃省张掖市）。辖境相当今甘肃省祁连山脉南段东北，山丹河与黑河之间地区。元朝初年，改甘州路。